# Vermonter
A Vermonter egy vasúti járat az Amerikai Egyesült Államok északkeleti partján. Az Amtrak üzemelteti 1995 óta.
A legutolsó pénzügyi évben összesen 99 280 (2019) utas utazott a járaton, naponta átlagosan 272 (2019) utasa volt. St. Albans (Vermont állam) és Washington, D.C. között közlekedik, 983 kilométer hosszan.